# Rush City
Rush City is een plaats (city) in de Amerikaanse staat Minnesota, en valt bestuurlijk gezien onder Chisago County.

## Demografie
Bij de volkstelling in 2000 werd het aantal inwoners vastgesteld op 2102.
In 2006 is het aantal inwoners door het United States Census Bureau geschat op 3035, een stijging van 933 (44,4%).

## Geografie
Volgens het United States Census Bureau beslaat de plaats een oppervlakte van
7,9 km², geheel bestaande uit land. Rush City ligt op ongeveer 279 m boven zeeniveau.

## Plaatsen in de nabije omgeving
De onderstaande figuur toont nabijgelegen plaatsen in een straal van 20 km rond Rush City.